# Горња Савоја
Горња Савоја (фр. Haute-Savoie) департман је у источној Француској. Припада региону Рона-Алпи, а главни град департмана (префектура) је Анси. Департман Горња Савоја је означен редним бројем 74. Његова површина износи 4.388 км². По подацима из 2010. године у департману Горња Савоја је живело 738.088 становника, а густина насељености је износила 168 становника по км².
Овај департман је административно подељен на:
- 4 округа
- 34 кантона и
- 294 општина.

## Демографија
| 1999.   | 2011.   |
| ------- | ------- |
| 631.679 | 746.994 |